# هونغدو جيه إل-8

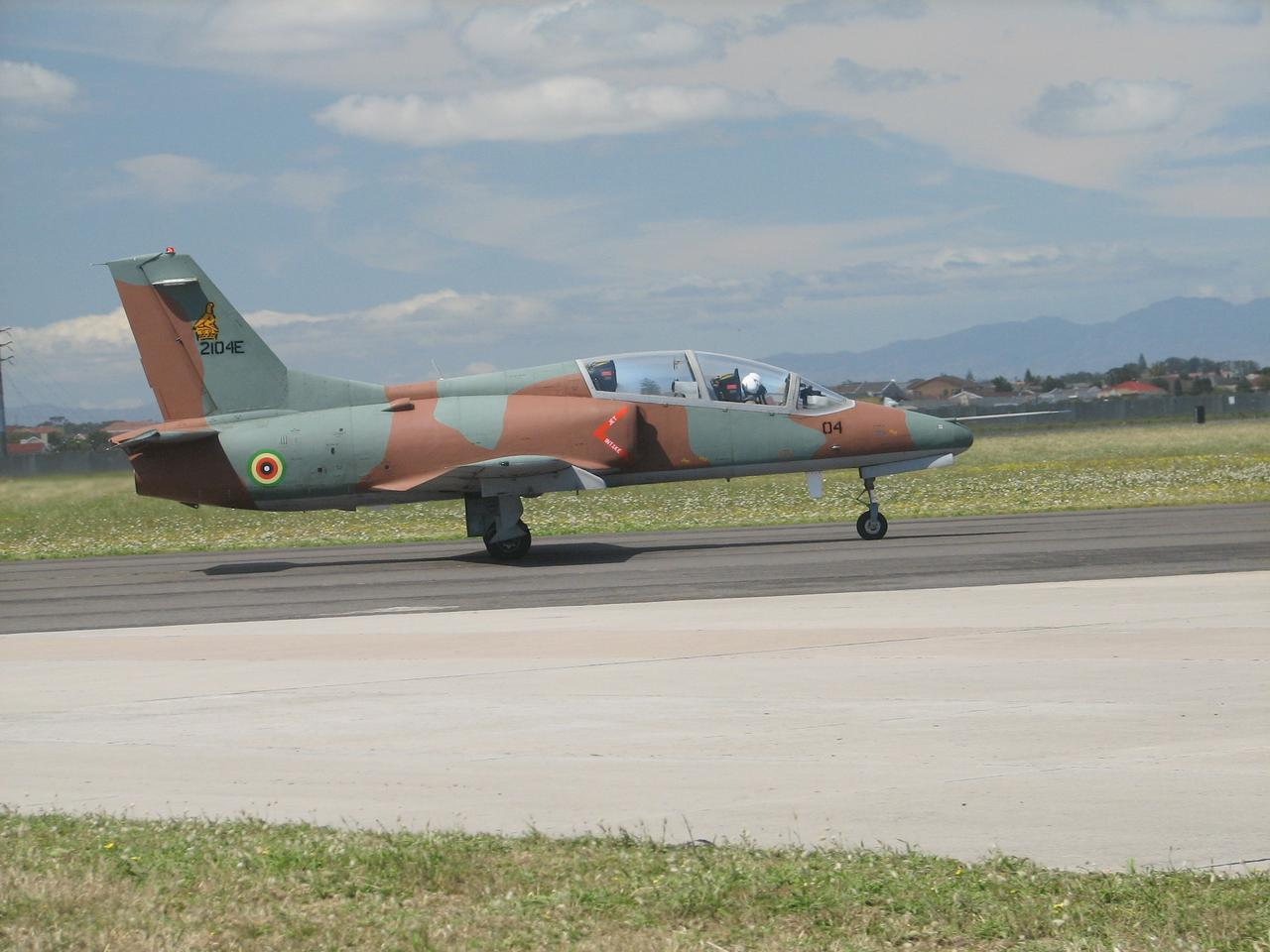
هونغدو جيه إل-8

هونغدو جيه إل-8 هي طائرة ذات مقعدين، تم بنائها لأغراض التدريب والهجوم الخفيف في شراكة بين الصين وباكستان.
تم إنتاج الطائرة عام 1989، وحلقت أول مرة 21 نوفمبر عام 1990، تسلمتها باكستان عام 1994 وتسلمتها الصين عام 1998.
تبلغ تكلفة الطائرة 3.5 مليون دولار، وتم بناء أكثر من 500 نسخة منها، وصدرت للعديد من الدول حول العالم.

## المستخدمون
- مصر - 120 (80 طائرة جمعت أجزائها في مصر + 40 طائرة صنعت في مصر واستخدمت في أعمال المعاونة الأرضية)
- غانا - 4
- ميانمار - 12
- ناميبيا - 12
- باكستان - 40
- الصين - 300
- سريلانكا - 6
- السودان - 12
- تنزانيا -6
- فنزويلا - 18 (تحت الطلب)
- زامبيا - 8
- زيمبابوي - 12